# 张腾
张 腾（1960年1月—），山东青岛人，中国话剧演员，一级演员，解放军艺术学院戏剧系主任，中国戏剧梅花奖二度梅获得者。